# Sort Sol (band)
Sort Sol er et dansk rockband fra København, der startede som punkband i efteråret 1977 under navnet Sods. Gruppen skiftede navn til Sort Sol i 1981, opkaldt efter naturfænomenet af samme navn. I dag består den af Steen Jørgensen, Tomas Ortved og Lars Top-Galia.
Gruppen har vundet ti danske Grammy-priser, heriblandt har albummene Flow My Firetear (1991) og Glamourpuss (1994) modtaget prisen for Årets danske album, og gruppen modtog Æresprisen i 2017. Et af gruppens mest kendt numre er "Let Your Fingers Do the Walking" fra 1993, som blev brugt i filmen Nattevagten. Øvrige numre tæller "Popcorn (1993), "Siggimund Blue" (1991) og "Daughter Of Sad" (1991)

## Historie

### Begyndelsen: Sods
Sods blev dannet i København i 1977. Den oprindelige sammensætning bestod af Steen Jørgensen (vokal), Peter "Peter" Schneidermann (guitar), Knud Odde (bas) og Tomas Ortved (trommer).
Bandet udgav deres første studiealbum, Minutes to Go, i februar 1979, hvilket i dag bliver betragtet som det første danske punkalbum. De udgav endnu et album i 1980, Under en sort sol, der var mere eksperimenterende end det først, bl.a. påvirkteet af Joy Division, Pere Ubu and Television.
Gruppen deltog som Sods på punkopsamlingspladen Pære Punk i 1979 og i generations-manifestationen NÅ!!80 i Huset i Magstræde (i dag kaldet Huset-KBH), København i 1980.

### Nyt navn: Sort Sol
I 1981 udgav gruppen deres første single under navnet Sort Sol; "Marble Station" (me B-siden "Misguided") blev kun udgivet i England via pladeselskabet4AD. I marts 1981 spillede gruppen deres første koncert uden for Danmark. I 1983 udgav gruppen deres første album under navnet Sort Sol, Dagger & Guitar, hvor deres punk-forbillede Lydia Lunch medvirkede på to numre.
I 1985 blev Lars Top-Galia fra punkgruppen ADS en del af gruppen som guitarist.
I 1988 udgav gruppen Everything That Rises Must Converge der blev beskrevet som deres gennembrud. Albummet indeholdt 10 langsomme numre, hvor Jørgensens stemme var det berænde element.
I 1991 udgav de deres første album på CD-format med Flow My Firetear. Dette var den første udgivelse som nåede et berede publikum end deres tidlige mere punk-tunge musik.
I 1993 udgav du albummet Glamourpuss som indeholdt nummeret "Let Your Fingers Do the Walking", som blev gruppens absolut største hit. Sangen blev brugt året efter i den succesfulde film Nattevagten. I 2022 havde albummet solgt over 120.000 eksemplarer i Danmark.
Den 18. maj 1995 forlod Peter Peter gruppen som følge af kunsteriske uoverensstemmelser.
Den 1. april 2001 udkom gruppens album Snakecharmer, der blev en stor succes blandt anmeldere og fans. Det toppede den danske albumhitliste og blev det 20. bedst sælgende album i Danmark dette år. Gruppen modtog fire nomineringer ved Danish Music Awards, men vandt dog ingen af dem.
Odde forlod bandet i slutningen af året grundet uoverensstemmelser for i stedet at blive billedkunstner.
I 2003 indspillede gruppen soundtracket til Linda Wendels film Baby.
I 2004 forlod Top-Galia bandet, hvilket pressemeddelelsen blev forklaret ikke var grundet uvenskab. Flere mente, at det ville blive gruppens endeligt, idet gruppen nu kun talte Jørgensen og Ortved. I november 2004 udkom Sort Sol - 422 dage i dybet, der var en portrætfilm af Wadt Thomsen om bandet.
I 2006 kom gruppens livealbum, Sort Sol Live med optagelser fra koncerter i 1987-1988 med i Kulturkanonen for scenekunst.
Top-Galia udgav sit soloalbum Sun Pistol i 2008.
I marts 2009 skrev Ekstra Bladet at Jørgensen var i kontakt med tidligere medlemmer af Sort Sol for at arrangere en afskedskoncert. To dage senere afvist Top-Galia at der var planlagt koncerter, men at han havde talt med de gamle bandmedlemmer. Han sagde også at "det er ikke usandsynligt, at vi kunne finde på at gøre det på et tidspunkt, men der er som sagt ingen konkrete planer."
I 2010 blev det annonceret at Sort Sol gendanne med Jørgensen, Ortved og Top-Galia, samt at de ville turnere i 2011. Her spillede 50 koncerter, og de udgav også bokssættet Sort Sol, der var en samling af deres tidligere albums. De turnerede igen i 2013.
I 2017 udkom albummet Stor langsom stjerne som deres første nye studiealbum i 16 år, og det fik gode anmeldelser.

## Bandmedlemmer
Nuværende
- Steen Jørgensen (1977–nu)
- Tomas Ortved (1977–nu)
- Lars Top-Galia (1985–2004, 2010–nu)

Tidligere
- Knud Odde (1977–2001)
- Peter "Peter" Schneidermann (1977–1995)
- Morten Versner (1980–1982)

## Hæder
Danish Music Awards
| År   | Modtager/nomineret arbejde        | Pris                        | Resultat  |
| ---- | --------------------------------- | --------------------------- | --------- |
| 1992 | Flow My Firetear                  | Årets Danske Album          | Vundet    |
| 1992 | Sort Sol                          | Årets Danske Gruppe         | Vundet    |
| 1992 | Flow My Firetear                  | Årets Danske Rock Udgivelse | Vundet    |
| 1994 | Glamourpuss                       | Årets Danske Album          | Vundet    |
| 1994 | Sort Sol                          | Årets Danske Gruppe         | Vundet    |
| 1994 | Glamourpuss                       | Årets Danske Rock Udgivelse | Vundet    |
| 1994 | Flemming Rasmussen - Glamourpuss  | Årets Danske Producer       | Vundet    |
| 1994 | Sort Sol                          | Grøn Pris                   | Vundet    |
| 1995 | "Let Your Fingers Do the Walking" | Årets Danske Musikvideo     | Vundet    |
| 2002 | Snakecharmer                      | Årets danske album          | Nomineret |
| 2002 | Sort Sol                          | Årets danske gruppe         | Nomineret |
| 2002 | "Rhinestone"                      | Årets danske hit            | Nomineret |
| 2002 | Snakecharmer                      | Årets danske rockudgivelse  | Nomineret |
| 2002 | Steen Jørgensen                   | Årets danske sanger         | Nomineret |
| 2017 | Sort Sol                          | Årets danske Gruppe         | Nomineret |
| 2017 | Stor langsom stjerne              | Årets danske udgivelse      | Nomineret |
| 2017 | Sort Sol                          | Æresprisen                  | Vundet    |

GAFFA-Prisen
| År   | Modtager/nomineret arbejde | Pris                  | Resultat |
| ---- | -------------------------- | --------------------- | -------- |
| 1996 | Sort Sol                   | Årets Danske Band     | Vundet   |
| 1996 | Sort Sol                   | Årets Danske Band     | Vundet   |
| 1997 | Sort Sol                   | Årets Danske Band     | Vundet   |
| 2001 | Snakecharmer               | Årets Danske Album    | Vundet   |
| 2001 | Sort Sol                   | Årets Danske Band     | Vundet   |
| 2001 | Sort Sol                   | Årets Danske Livenavn | Vundet   |

P3 Guld
| År   | Modtager/nomineret arbejde | Pris            | Resultat  |
| ---- | -------------------------- | --------------- | --------- |
| 2002 | Sort Sol                   | P3 Kunstneren   | Nomineret |
| 2002 | ”Holler High”              | P3 Lytterhittet | Nomineret |

Årets Steppeulv
| År   | Modtager/nomineret arbejde | Pris         | Resultat |
| ---- | -------------------------- | ------------ | -------- |
| 2016 | Sort Sol                   | Pionerprisen | Vundet   |

## Diskografi
| som Sods - Minutes to Go (1979) - Under en sort sol (1980) som Sort Sol - Dagger & Guitar (1983) - Everything That Rises Must Converge (1987) - Flow My Firetear (1991) - Glamourpuss (1993) - Unspoiled Monsters (1996) - Snakecharmer (2001) - Stor langsom stjerne (2017) | - Sort Sol Live - Fog Things (1992) - Circle Hits the Flame – Best Off... (2002) - De første år (2005) - Black Box (1997) - Sort Sol (2011) - Baby - det originale soundtrack (2003) |